# Melgar de Abajo
Melgar de Abajo is een gemeente in de Spaanse provincie Valladolid in de regio Castilië en León met een oppervlakte van 22,91 km². Melgar de Abajo telt 107 inwoners (1 januari 2016).

## Demografische ontwikkeling
Bron: INE, 1857-2011: volkstellingen